# Señor Presidente
Señor Presidente es una película de Venezuela filmada en Eastmancolor dirigida por Rómulo Guardia sobre su propio guion escrito en colaboración con Sergio Jablon basada en la novela homónima de Miguel Ángel Asturias que se estrenó el 16 de noviembre de 2007 y que tuvo como actores principales a Chantal Baudaux, Marialejandra Martin y Carlos Mata.
Es el primer largometraje del director y está protagonizado por un nutrido plantel de actores y actrices de teatro, cine y televisión venezolanos. Otras versiones de la misma novela fueron El señor Presidente (Argentina) dirigida en 1969 por Marcos Madanes y El Señor Presidente, coproducción de Cuba, Francia y Nicaragua dirigida en 1983 por Manuel Octavio Gómez.

## Sinopsis
En tanto la novela de Asturias transcurre en 1920, la película se sitúa en 2021 en un país ficticio latinoamericano, donde impera la irracionalidad, está ausente la justicia y los militares abusan impunemente de sus ciudadanos. Un país corrupto que se derrumba en medio de la degradación de una dictadura, amparada por una sociedad cómplice. En contrapartida, la trama de la trágica historia de un amor imposible.

## Reparto
- Chantal Baudaux	...	Camila Canales
- Marialejandra Martín	...	Masacuata
- Carlos Mata	...	Miguel Cara de Ángel
- Gustavo Rodríguez		...	El Sr. Presidente
- Raúl Walder		...	Prisionero
- Norkys Batista ... Fedina

## Comentarios
Solange E. Saballos escribió:

«Fue filmada en secreto. Al proyectarse fue inmediatamente tomada como una crítica directa al gobierno venezolano. Al año siguiente,  la licencia de RCTV no fue renovada..»